# Новий Буг (судно)
«Новий Буг» — велике кабельне судно проекту 1274, яке перебувало у складі Військово-Морських Сил України. Мало бортовий номер U851.

## Історія
Велике кабельне судно проекту 1274 було побудовано 20 грудня 1968 року під початковою назвою «Цна» (заводський №1160) на фінській корабельні Oy «Wärtsilä Ab Turun Telakka» для ВМФ СРСР. 1 серпня 1997 р. корабель вступив до складу ВМС України. 30 листопада 2004 року судно було продане українській приватній компанії та отримало нову назву «Экотех».19 серпня 2011 року корабель був проданий російській приватній компанії «ДСМУ-Газстрой». В тому ж році судно було перейменовано на «Академік Андрєєв». Наразі судно перебуває у власності російської компанії «Сбербанк-Лизинг».

## Специфіка судна
Кабельне судно - спеціальне судно для прокладання, обслуговування і ремонту кабельних ліній зв'язку та електропередачі у відкритому морі. Відноситься до судів технічного флоту.